# Louis Fuzelier

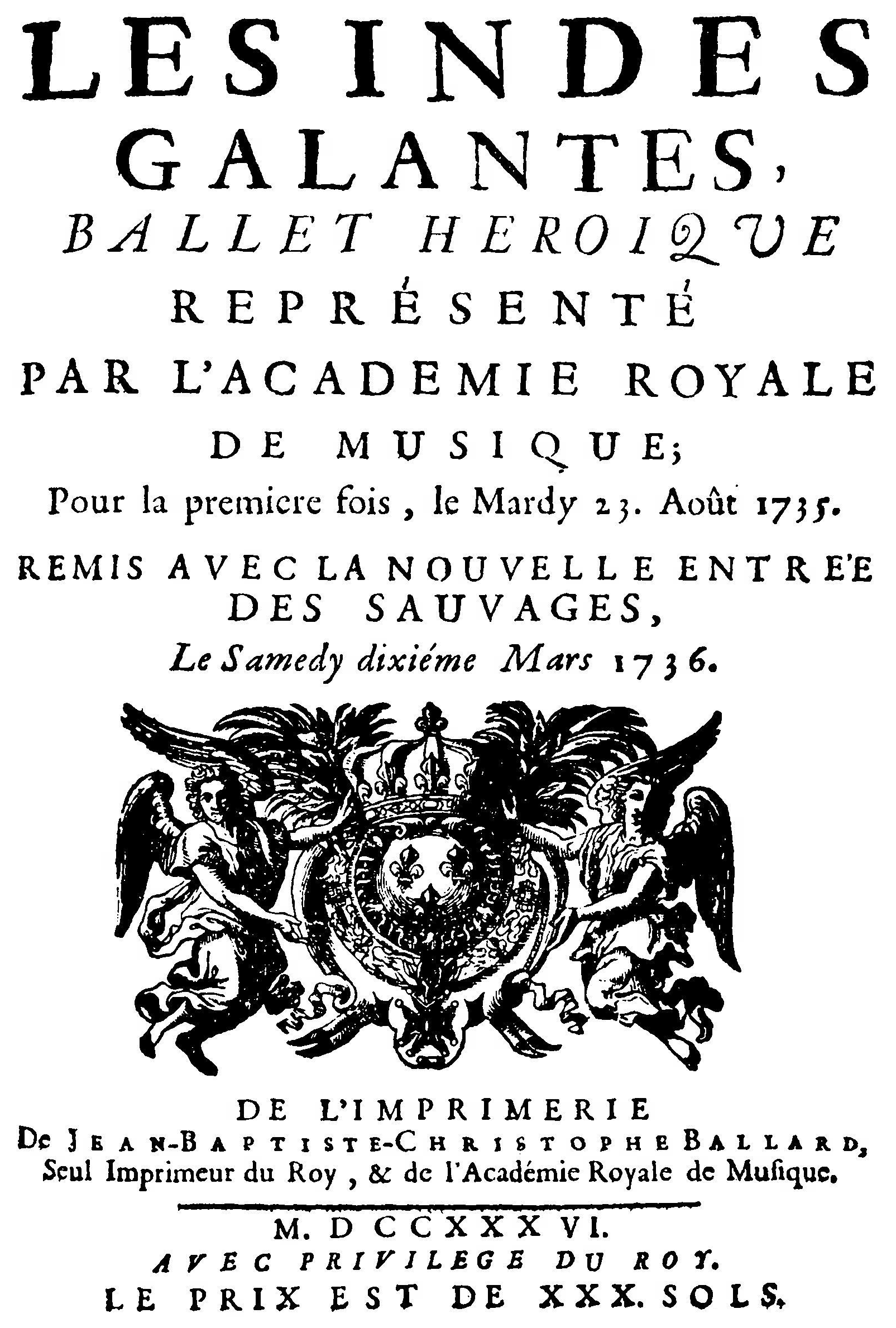
Louis Fuzelier und Jean-Philippe Rameau, Les Indes galantes (1735/36)

Louis Fuzelier (geb. 24. Oktober 1672 oder 1674 in Paris; gest.19.09.1752 ebenda) war ein französischer Dramatiker, Librettist, Lyriker und Sänger.

## Leben und Werk
Es gibt wenig verbürgtes über sein Leben. Er war ab 1721 Mitarbeiter, ab 1744 Leiter des »Mercure de France« und war mit ca. 250 Bühnenwerken ein überaus fruchtbarer Schriftsteller. Er schrieb Opern, Farcen, Dramen, Marionettenstücken etc. und komponierte dazu auch Musik bzw. bearbeitete musikalische Vorlagen, aber das meiste davon ging verloren. 
Er verfasste unter anderem das Libretto zu Jean-Philippe Rameaus "Les Indes galantes" (Uraufführung 1735), der ersten von insgesamt sechs Ballettopern des Komponisten, die keinesfalls in Indien spielt (wie ihr Name vermuten lässt), sondern in anderen, damals exotischen Ländern wie der Türkei, Peru, Persien und unter Indianern.
Auch das Ballet héroïque Les festes grêcques et romaines (deutsch Die griechischen und römischen Feste) (1723), ein "Ballet de musique héroïque à trois entrées (Les Jeux Olympiques, Les Bacchanales, Les Saturnales) et un prologue" des französischen Barock-Komponisten François Collin de Blamont (1690–1760) wurde nach einem Libretto von Fuzelier verfasst.